# Hannah Einbinder
Hannah Marie Einbinder (21 de mayo de 1995) es una comediante, actriz y escritora estadounidense conocida por protagonizar la serie Hacks (2021-presente) de HBO Max.

## Biografía
Einbinder es la hija del escritor de comedia Chad Einbinder y Laraine Newman, miembro original del elenco de Saturday Night Live. La familia de su madre es judía. Ella creció en Los Ángeles. Ha citado a Dana Gould, Janeane Garofalo y Maria Bamford entre sus inspiraciones e influencias. Einbinder obtuvo una licenciatura en escritura y producción televisiva de la Universidad Chapman. Es abiertamente bisexual

### Carrera
En 2019, Einbinder apareció en el escaparate New Faces del festival Just for Laughs y fue nombrado por National Public Radio como uno de los 10 destacados para ver. También fue nombrada una de las mejores comediantes nuevos y futuros de Buitre para ver en 2019, y reconocieron "su encanto refrescantemente absurdo (con un poco de estilo Billie Eilish)".
Hizo su debut en la televisión nacional en marzo de 2020 en The Late Show with Stephen Colbert en ese momento la persona más joven en hacer un stand-up set en el programa. También fue la última actuación de stand-up del espectáculo en el escenario durante quince meses cuando comenzó la pandemia de COVID-19.
En 2021, Einbinder fue elegida como Ava en Hacks.

## Filmografía

### Cine
| Año  | Título          | Papel    | Notas |
| ---- | --------------- | -------- | ----- |
| 2021 | North Hollywood | Camarera |       |

### Televisión
| Año           | Título                               | Papel             | Notas                      |
| ------------- | ------------------------------------ | ----------------- | -------------------------- |
| 2021–presente | Hacks                                | Ava Daniels       | 35 episodios               |
| 2022          | RuPaul's Drag Race All Stars         | Ella Misma        | Jurado invitado            |
| 2023          | History of the World, Part II        | Amelia Earhart    | 1 episodio                 |
| 2023          | Julia                                | Gretchen Fletcher | 1 episodio                 |
| 2024          | Hannah Einbinder: Everything Must Go | Ella misma        | Especial de comedia de Max |

## Premios y nominaciones
Premios de la Crítica Cinematográfica
| Año  | Categoría                                  | Trabajo | Resultado |
| ---- | ------------------------------------------ | ------- | --------- |
| 2022 | Mejor actriz de serie de reparto - Comedia | Hacks   | Nominada  |
| 2025 | Mejor actriz de serie de reparto - Comedia | Hacks   | Ganadora  |

Premios Globos de Oro
| Año  | Categoría                                               | Trabajo | Resultado |
| ---- | ------------------------------------------------------- | ------- | --------- |
| 2022 | Mejor actriz de serie de televisión - Comedia o musical | Hacks   | Nominada  |
| 2023 | Mejor actriz de serie de televisión - Comedia o musical | Hacks   | Nominada  |
| 2025 | Mejor actriz de serie de televisión - Comedia o musical | Hacks   | Nominada  |

Premios Primetime Emmy
| Año  | Categoría                                       | Trabajo | Resultado |
| ---- | ----------------------------------------------- | ------- | --------- |
| 2022 | Mejor actriz de reparto en una serie de comedia | Hacks   | Nominada  |
| 2024 | Mejor actriz de reparto en una serie de comedia | Hacks   | Nominada  |

Premios del Sindicato de Actores
| Año  | Categoría                             | Trabajo | Resultado |
| ---- | ------------------------------------- | ------- | --------- |
| 2022 | Mejor reparto de televisión - Comedia | Hacks   | Nominada  |
| 2023 | Mejor reparto de televisión - Comedia | Hacks   | Nominada  |
| 2025 | Mejor reparto de televisión - Comedia | Hacks   | Nominada  |